# Rayappu Joseph
Rayappu Joseph (ur. 16 kwietnia 1940 w Delft, zm. 1 kwietnia 2021 w Dżafnie) – lankijski duchowny rzymskokatolicki, w latach 1992–2016 biskup Mannar.

## Życiorys
Święcenia kapłańskie przyjął 13 grudnia 1967. 6 lipca 1992 został prekonizowany biskupem Mannar. Sakrę biskupią otrzymał 20 października 1992. 14 stycznia 2016 przeszedł na emeryturę.